# Collège Alfajiri
 (août 2023).
Le Collège Alfajiri (anciennement collège Notre-Dame de la Victoire) est une institution jésuite d’enseignement sise à Bukavu, dans la R.D. du Congo. Fondé en 1938 par les Pères Blancs, le collège est confié aux jésuites belges en 1941, prend le nom de Notre-Dame de la Victoire à la fin de la Seconde Guerre mondiale et est rebaptisé Alfajiri (Aurore) en 1972. Il est mixte et compte 2 366 élèves en 2007. Direction et enseignement sont entre les mains de jésuites congolais. Il est actuellement dirigé par le père jésuite congolais François Kanyamanza.

## Informations générales

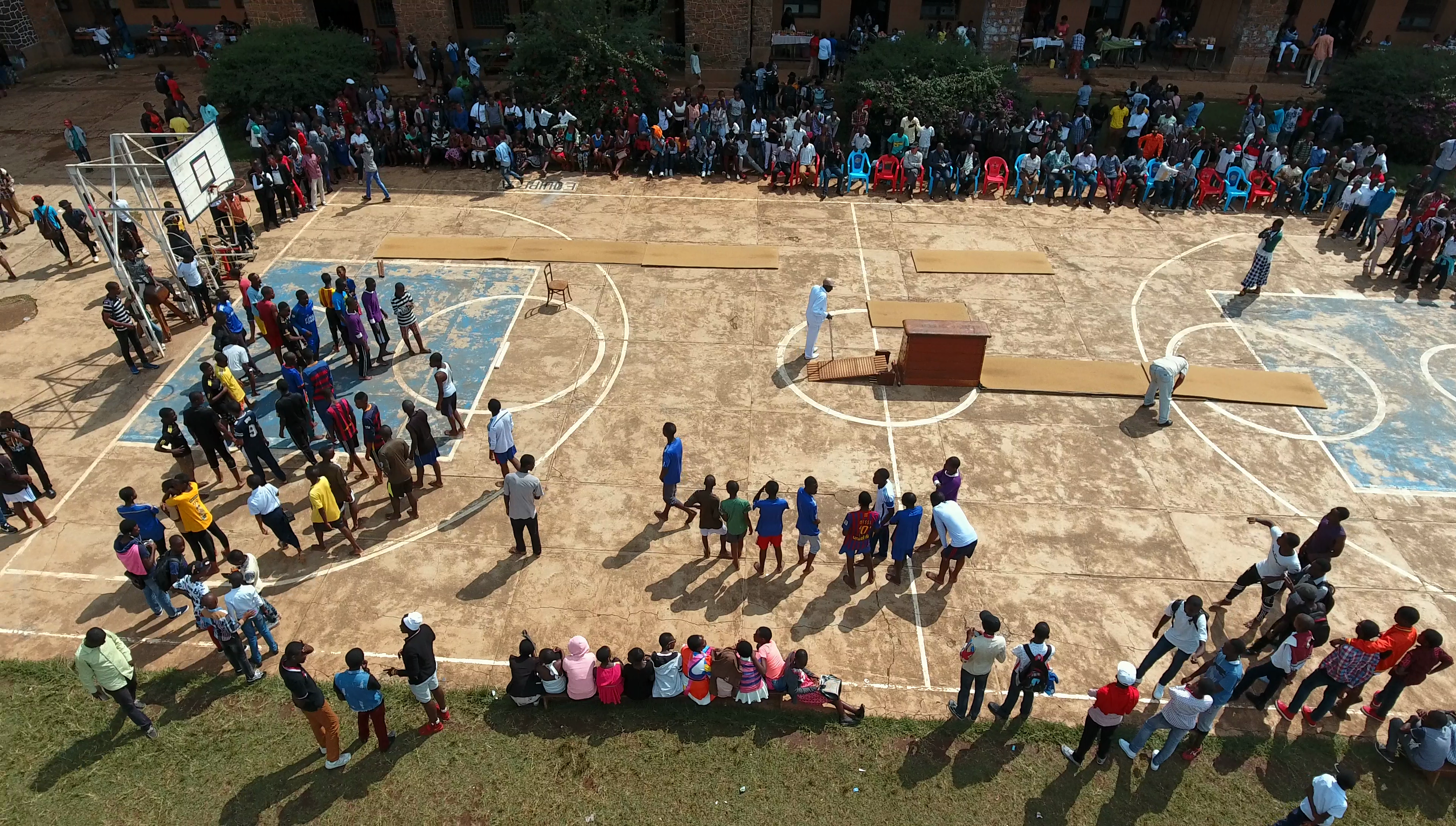
Sport au collège Alfajiri.

En 1938, Mgr Edouard Leys, à l'époque vicaire apostolique du Kivu, crée le Collège Notre Dame de la Victoire qui est connu aujourd’hui sous le nom de Collège Alfajiri. C'est une institution catholique d’enseignement maternel, primaire, secondaire et professionnel mixte, implantée dans la ville de Bukavu précisément dans la commune d'Ibanda, dans la province du Sud-Kivu (République démocratique du Congo). Il est anciennement dirigé par le père recteur Carlos E. Mejia, qui fut déjà recteur de cette institution il y a 10 ans, et qui maintenant remplace le père Jose Minaku, appelé à d'autres tâches de la Compagnie de Jésus dans la Province d'Afrique Centrale.
Le collège compte de nos jours[Quand ?] plus de 2 550 élèves[réf. souhaitée]. Il s'inscrit dans la tradition de l'éducation jésuite et reste une école de référence[réf. souhaitée] dans la ville de Bukavu en République démocratique du Congo.
Il a soufflé sa 75e bougie en 2014 sous le thème : « attisons le feu de l'excellence par la foi, la justice et l'espérance ». Les anciens du collège Alfajiri (ACA), regroupés au sein d'associations, organisent plusieurs activités à cette occasion[réf. souhaitée]. Au cours de l'année scolaire 2018-2019, il a atteint la barre des 80 ans avec le mot d'ordre « Là où il y a un collégien, il y a un gentleman ».

## Organisation des études
Les études sont organisés en plusieurs cycles :
- Maternel
- Primaire
- Secondaire : le cycle long inférieur sur deux ans suivi de quatre ans de cycle long supérieur composé des sections Latin-Philo (Littéraire) - Commerciale et Gestion - Scientifique Biologie-Chimie - Scientifique Math-Physique
- Professionnel : Classe de Spécialisation Professionnelle (CSP) en Secrétariat-Comptabilité-Informatique.